# Алекс Шнайдер
А́лекс Шна́йдер (англ. Alex Schnaider; 1968) — наймолодший канадський мільярдер єврейського походження. У газеті «Toronto Star» Алекса Шнайдера називають «людиною з тіні».
Одружений. Разом з дружиною виховують трьох дітей.
Батько — інженер, мати — зубний лікар.
Народився в 1968 р. в місті Чернівці (УРСР). У 1972 р., коли йому було чотири роки, його сім'я репатріювалася до Ізраїлю через Україну. Через 9 років перебирається в Торонто, Канада. Батьки Шнайдера володіли невеликим магазинчиком в російському кварталі в північній частині Торонто.
Алекс закінчив економічний факультет в Університеті Йорк. Ще під час навчання в університеті керує проектом в компанії, яка здійснює комерційну діяльність у країнах СНД. Після закінчення університету засновує компанію «Транс Ресорсиз НВ», яка займалася торгівлею металом в країнах колишнього Радянського Союзу. Згодом активи цієї компанії були передані «Мідленд Металз Інтернешнл Інк», яка здійснює торгівлю вугіллям, рудою і іншими корисними копалинами.
У 2008 році журнал "Фокус" оцінив статок Алекса Шнайдера в $ 1,190 млрд. (№ 18 в рейтингу 200 найбільших багатіїв України, який склав журнал "Фокус").
У 2011 році журнал "Фокус" оцінив статок Алекса Шнайдера в $ 1,407 млрд. (№ 14 в рейтингу 200 найбільших багатіїв України, який склав журнал "Фокус").

## Бізнес-імперія
4-мільярдна бізнес-імперія простягується від Єревана до Торонто. Джерелами будівництва цієї імперії, а також власного капіталу підприємства в розмірі 1,4 мільярда доларів, є торгівля українською сталлю і приватизація компанії «Запоріжсталь» - четвертого за величиною сталеливарного заводу країни. Крім того, імперія пана Шнайдера охоплює енергосистему Вірменії, два готелі, мережу хлібопекарень і м'ясокомбінат в Сербії; незначні вкладення в підприємства Туреччини та Ізраїлю; російський сталеливарний завод у Волгограді, офісна будівля і казино на Старому Арбаті - пішохідної торгової вулиці Москви, металургійне підприємство в Чорногорії, яке було куплено за тисячу доларів (плюс зобов'язання виділити 500 тисяч на соціальні програми і вкласти в завод ще 46 мільйонів доларів). Все це належить його холдингу «Midland Resources», зареєстрованому в британському податковому "оазисі" - Гернсі.

## Історія
Після розпаду Радянського Союзу він поїхав працювати до Цюриху на підприємство, що займається торгівлею сталлю, а через деякий час Шнайдер відкрив власне підприємство того ж типу в Бельгії, яке навіть становило конкуренцію Марку Річу (Marc Rich).
Інтереси Шнайдера привели його на українські сталеливарні заводи, де він став укладати угоди міни гарячекатаної сталі на що завгодно, починаючи від відеомагнітофонів до столових наборів, він міг обміняти мікрохвильову піч вартістю 40 доларів на рулонну сталь на суму 150 доларів, яку він потім перепродував партнерам в Азії. Одним з постійних покупців Шнайдера був завод «Запоріжсталь» на сході України, побудований в 30-ті рр.. минулого століття. Там йому часто доводилося стикатися з Едуардом Шифріним, який працював на конкуруючу компанію в Гонконзі і колись протягом десяти років був керівником спеціалізованого ливарного підприємства, розташованого по сусідству.
Згодом, Едуард Шифрін, стає партнером Алекса Шнайдера в холдингу «Midland Group». В 1994 році Шифрін і Шнайдер заснували компанію «Midland Resources». Спочатку компанія спеціалізується на управлінні металургійними активами, але згодом набуває підприємства в самих різних галузях: сільському господарстві, харчовій промисловості, будівництві, транспорті, електроенергетиці.
У 2000 р. Алекс Шнайдер диверсифікує сфери діяльності «Midland Group». Крім торгівлі, компанія займається будівництвом, нерухомістю, готельним бізнесом. «Midland Group» в свій час належить мережа «МД Рітейл» («МД Рітейл» об'єднує 54 магазини загальною площею  15 тис.м² у Харківській, Донецькій, Дніпропетровській та Луганській областях), мережа гіпермаркетів «Амстор», м'ясопереробну компанію в Сербії.
Разом з Едуардом Шифріним володів контрольним пакетом акцій «Запоріжсталі». Оборот «Midland Group» оцінюється в $2 млрд.

### Запоріжсталь
Депутату Василю Хмельницькому (який двічі обирався народним депутатом України, -останній раз за списком Юлії Тимошенко) вдалося домогтися свого призначення на пост розпорядника державної частки в «Запоріжсталі». Коли почалися торги, Хмельницький і його інвестиційна група почали скуповувати акції. Шнайдер і Шифрін включились в процес і стали купувати акції компанії у великих кількостях, коли в 1999 році уряд виставив акції на грошовому аукціоні. Джерела, наближені до компанії, заявляють, що вона також стала ділитися доходами від торгівлі з групою компаній, що належали Хмельницькому. «Мідланд» уклала ексклюзивний контракт на експорт сталі, що виробляється на заводі «Запоріжсталь» (у своєму електронному посланні Хмельницький заперечує причетність до консорціуму, який володіє сталеливарним заводом, або до отримання частини доходів від торгівлі сталлю).
За словами Шнайдера, до 2001 року разом з Шифріним і групою Хмельницького він придбав контроль над компанією, а уряду все ще належала чверть акцій.
Згодом настав момент, коли Шнайдер пригрозив розпродажем акцій, що, в свою чергу, призвело б до зниження частки уряду. Тоді політична еліта пом'якшилася і провела остаточні закриті торги на "сприятливих" умовах, в результаті чого були виключені всі інші потенційні покупці і згідно з «новими» умовами, майбутній покупець повинен був за минулий рік надати підприємству 700тис. тонн залізної руди або металобрухту 400 тонн .
Коли ці умови були виконані, київський інвестиційний банк «Тект» подав до суду і зажадав зупинити аукціон, стверджуючи, що боротьба була несправедливою і що він готовий був заплатити за 25-відсотковий пакет 37 мільйонів доларів, коли Шнайдер і компанія, згідно із заявою «Тект» запропонували всього 13 мільйонів. Суд позов відхилив, аукціон тривав, «Тект» намагалася оспорити операцію, але безуспішно. Суд прийняв цікаве рішення: компанія не могла оскаржувати угоду, тому що не виконала всіх умов, необхідних для участі в аукціоні. У результаті консорціум, на чолі якого стояв Шнайдер, придбав 93 відсотки «Запоріжсталі» за 70 мільйонів доларів, при тому, що недавно група відмовилася від пропозиції однієї західної металургійної компанії, яка пропонувала їй продати пакет за 1,2 мільярда.
Станом на березень 2005 року Алекс Шнайдер реінвестував в розвиток виробництва на «Запоріжсталі» 500 мільйонів доларів, придбав нові доменні печі і парк власних вагонів для зниження транспортних витрат. За 2004 рік завод продав готової продукції на 1,3 мільярда доларів і заробив на цьому 129 мільйонів.
Після цього пану Шнайдеру вдалось відкрити кредитну лінію в «Fortis» — найбільшої бельгійської компанії з надання фінансових послуг, на 30 мільйонів доларів . У 2005 році готувались до випуску облігації на 300 мільйонів доларів під гарантії банків «J.P.Morgan Chase» і «Deutsche Bank».
Найбільшими власниками «Запоріжсталі» (96,6% акцій) вважаються дві бізнес-групи акціонерів - Едуард Шифрін-Алекс Шнайдер та Ігор Дворецький-Віталій Сацький.
В травні 2017 року завод опинився у центрі розслідування журналістів Wall Street Journal, коли їм вдалось відстежити шлях грошей від російського Внешекономбанку до будівельного проекту бізнес-партнера Президента США Дональда Трампа зі зведення готелю та «Башти Трампа» в Торонто, Канада. Коли пан Шнайдер отримав близько $850 млн за свою долю в Запоріжсталі від неназваного інвестора, частина отриманих грошей, на думку журналістів, була скерована на фінансування проекту в Торонто. Участь Дональда Трампа, на той час — приватного підприємця, в проекті була обмежена ліцензуванням власного бренду.

### Вірменські електромережі
За 15 мільйонів доларів і прийнявши на себе ще 25 мільйонів доларів боргів Вірменських електромереж, Шнайдер купив Вірменські електромережі. Його дії піддалися негайному осуду з боку опозиційних політичних партій, Світового Банку та Європейського банку реконструкції та розвитку. Європейський Банк відкликав свою заявку на придбання 20 відсотків електромереж, а Світовий Банк пригрозив перервати видачу 20 мільйонів доларів позик Вірменії у випадку, якщо Шнайдер не погодиться залучити до роботи для консультацій один з підрозділів компанії «Daewoo».
У 2004 році електромережі заробили 20 мільйонів доларів, і Шнайдер розраховує продати їх за 100 мільйонів.

### Проект «Trump International Hotel & Tower»
У Канаді пан Шнайдер виділив кошти на будівництво найвищої будівлі в країні - проекту «Trump International Hotel & Tower», очолюваного Дональдом Трампом. У 2004 році Шнайдером в центрі міста було придбано майданчик за 28 мільйонів доларів готівкою, що припускає, що йому ж відійде контрольна частка в будівлі-вежі вартістю в півмільярда доларів. Проте, Шнайдер не починає будівництво, поки не буде викуплено 50 відсотків проектних площ, ціною 484 000 американських доларів за квартиру-студію. Трамп офіційно вкладає в проект своє ім'я і планує займатися управлінням комплексом. Трамп, однак, є міноритарним акціонером проекту.

### Jordan Formula-1
У січні 2005 р. Алекс придбав «Jordan Formula-1» — команду «Формули-1» за 50 мільйонів доларів. В час, коли «Midland Group» володіє командою «Jordan Formula-1» — на борту машини було розміщено напис індійського автомобільного виробника «Tata». Згодом, «Jordan Formula-1» була перейменована в «Midland F1». Як пише «Forbes», через кілька місяців Шнайдер мав намір представити на Червоній Площі у Москві першу російську команду «Формули-1». Директором з маркетингу команди Jordan Grand Prix був онук першого президента Росії - Бориса Єльцина.
Через рік йому довелося команду продати за 106,6 млн. дол. США голландській компанії «Spyker Cars».

### Маккабі
2007 року Алекс Шнайдер купив один з найпопулярніших ізраїльських футбольних клубів - «Маккабі» з Тель-Авіва. Як повідомляє ізраїльська газета «Едіот Ахронот» пан Шнайдер придбав 80% акцій клубу у його колишнього власника Лоні Герціковіча. Сума угоди склала $18,4 млн.
04.08.2009 року був підписаний контракт про продаж клубу канадському мільярдерові-єврею Мітчеллу Голдхару.
- «Midland Development», "дочка" канадської «Midland Group», придбала за понад 80 мільйонів доларів торговий центр (ТЦ) «Мільйон дрібниць» на північному сході Москви[20].
- 2010 рік. Рубен Варданян кілька років тому на замовлення «Ростехнологій» (спостережну раду даної структури очолює міністр оборони РФ Анатолій Сердюков) у співпраці з «Midland» створив фірму «Русспецсталь», якій було передано найбільший російський актив панів Шифріна і Шнайдера - Волгоградський завод по виготовленню спеціальних сталей «Червоний жовтень»[21].
- має відношення до українського футбольного клубу "Металург"[22]